# Crime Library
Die Crime Library war eine US-amerikanische Datenbank, deren Betreiber es sich zur Aufgabe gesetzt haben, Kriminalfälle aller Art detailliert zu beschreiben. Nachdem der Chefredakteur Andy Brooks Crime Library im August 2014 verlassen hatte, wurde die Seite nicht mehr aktualisiert und später eingestellt.
Die Site wurde im Januar 1998 von Marilyn J. Bardsley ins Leben gerufen, und listete über 600 authentische Kriminalfälle auf, die bis ins 14. Jahrhundert zurück reichen. Auch wenn überwiegend Serienmörder und Kriminelle aus den Vereinigten Staaten ihren Einzug in Crime Library finden, wurden auch britische, australische und europäische Verbrechen dokumentiert, wie etwa der österreichische Serienmörder Jack Unterweger.